# 175-я танковая бригада
 175-я танковая Новоград-Волынская Краснознаменная ордена Суворова  бригада  — танковая бригада Красной армии в годы Великой Отечественной войны.
Сокращённое наименование — 175 тбр.

## Формирование и организация
175-я танковая бригада сформирована в период с 15 апреля по 20 июня 1942 г. в Куйбышеве в составе войск Приволжского ВО.
13 июля 1942 г. после сформирования бригада передислоцировалась из Куйбышева в Москву, доукомплектовалась материальной частью и вошла в состав 25-го тк. 13 июля 1942 г. бригада в составе 25-го тк поступила в распоряжение 40-й армии Воронежского фронта.
2 августа 1942 г. выведена в резерв фронта на доукомплектование в район ст. Животинное Воронежской обл. 14 сентября 1942 г. бригада в составе 25-го тк поступиала в подчинение 40-й армии Воронежского фронта. 2 октября 1942 г. выведена в резерв фронта на доукомплектование в с. Хреновое Воронежской области.
15 декабря 1942 г. после доукомплектования совершила марш из с. Хреновое в район Верхний Мамон, где в составе 25-го тк поступила в распоряжение 1-й ТА Юго-Западного фронта.
25 января 1943 г. выведена на доукомплектование в район г. Ворошиловград. 18 марта 1943 г. из района комплектования передислоцировалась в район Павлограда, где в составе 25-го тк вошла в подчинение 6-й армии Юго-Западного фронта. 26 марта 1943 г. по выходу из окружения бригада выведена в Тульский ТВЛ на формирование.
28 мая 1943 г. передислоцировалась в с. Михайловка Смоленской обл., где в составе 25-го тк вошла в подчинение Брянского фронта.
14 июля 1943 г. бригада в составе 25-го тк поступила в подчинение 4-й ТА Брянского фронта. 1 августа 1943 г. выведена в Тульский ТВЛ на доукомплектование.
16 ноября 1943 г. после доукомплектования бригада передислоцировалась на ст. Дарница Киевской обл., где 21 ноября 1943 г. в составе 25-го тк поступила в распоряжение 60-й армии 1-го Украинского фронта.
15 января 1944 г. поступила в оперативное подчинение 60-й армии. 3 февраля 1944 г. выведена из оперативного подчинения 60-й армии и в составе 25-го тк поступила в подчинение 13-й армии. 30 августа 1944 г. в составе 25-го тк выведена в резерв 1-го Украинского фронта. 8 сентября 1944 г. передислоцировалась из м. Тычин в район Стодолино и после переправы через реки Выслак, Оджиконь перешла к обороне, составляя резерв командира 25-го тк. 9 сентября 1944 г. выведена в резерва 25-го тк и получила самостоятельную задачу. 14 сентября 1944 г. выведена в резерв на формирование в г. Бжозов (Сандомирский плацдарм).
12 января 1945 г. продолжала боевые действия в составе 25-го тк. 5 февраля 1945 г. в составе 25-го тк поступила в распоряжение 3-й гв. армии.

## Боевой и численный состав
Бригада сформирована по штатам №№ 010/345-010/352 от 15.02.1942 г.:
- Управление бригады [штат № 010/345]

- 382-й отд. танковый батальон [штат № 010/346]

- 383-й отд. танковый батальон [штат № 010/346]

- Мотострелково-пулеметный батальон [штат № 010/347]

- Противотанковая батарея [штат № 010/348]

- Зенитная батарея [штат № 010/349]

- Рота управления [штат № 010/350]

- Рота технического обеспечения [штат № 010/351]

- Медико-санитарный взвод [штат № 010/352]

Директивой ГШ КА № орг/3/141539 от 10.11.1943 г. переведена на штаты №№ 010/500-010/506:
- Управление бригады [штат № 010/500]

- 1-й отд. танковый батальон [штат № 010/501]

- 2-й отд. танковый батальон [штат № 010/501]

- 3-й отд. танковый батальон [штат № 010/501]

- Моторизованный батальон автоматчиков [штат № 010/502]

- Зенитно-пулеметная рота [штат № 010/503]

- Рота управления [штат № 010/504]

- Рота технического обеспечения [штат № 010/505]

- Медсанвзвод [штат № 010/506]

## Подчинение
Периоды вхождения в состав Действующей армии:
- с 10.07.1942 по 31.03.1943 года.

- с 13.07.1943 по 20.08.1943 года.

- с 19.11.1943 по 11.05.1945 года.

| Дата             | Фронт (округ)             | Армия                  | Корпус               | Дивизия | Бригада | Примечания |
| ---------------- | ------------------------- | ---------------------- | -------------------- | ------- | ------- | ---------- |
| 01.03.1942 года  | Приволжский военный округ |                        |                      |         |         |            |
| 01.04.1942 года  | Приволжский военный округ |                        |                      |         |         |            |
| 01.05.1942 года  | Приволжский военный округ |                        |                      |         |         |            |
| 01.06.1942 года  | Приволжский военный округ |                        |                      |         |         |            |
| 01.07.1942 года  | РВГК                      |                        | 25-й танковый корпус |         |         |            |
| 01.08.1942 года  | Воронежский фронт         | 60-я Армия             | 25-й танковый корпус |         |         |            |
| 01.09.1942 года  | Воронежский фронт         | 40-я Армия             | 25-й танковый корпус |         |         |            |
| 01.10.1942 года  | Воронежский фронт         | 40-я Армия             | 25-й танковый корпус |         |         |            |
| 01.11.1942 года  | Воронежский фронт         |                        | 25-й танковый корпус |         |         |            |
| 01.12.1942 года  | Воронежский фронт         |                        | 25-й танковый корпус |         |         |            |
| 01.01.1943 года  | Юго-западный фронт        |                        | 25-й танковый корпус |         |         |            |
| 01.02.1943 года  | Юго-западный фронт        |                        | 25-й танковый корпус |         |         |            |
| 01.03.1943 года  | Юго-западный фронт        |                        | 25-й танковый корпус |         |         |            |
| 01.04.1943 года  | РВГК                      |                        | 25-й танковый корпус |         |         |            |
| 01.05.1943 года  | РВГК                      |                        | 25-й танковый корпус |         |         |            |
| 01.06.1943 года  | РВГК                      |                        | 25-й танковый корпус |         |         |            |
| 01.07.1943 года  | РВГК                      |                        | 25-й танковый корпус |         |         |            |
| 01.08.1943 года  |                           | 11-я гвардейская армия | 25-й танковый корпус |         |         |            |
| 01.09.1943 года  | Московский военный округ  |                        | 25-й танковый корпус |         |         |            |
| 01.10.1943 года  | Московский военный округ  |                        | 25-й танковый корпус |         |         |            |
| 01.11.1943 года  | Московский военный округ  |                        | 25-й танковый корпус |         |         |            |
| 01.12.1943 года  | 1-й Украинский фронт      |                        | 25-й танковый корпус |         |         |            |
| 01.01.1944 года  | 1-й Украинский фронт      | 13-я армия             | 25-й танковый корпус |         |         |            |
| 01.02.1944 года  | 1-й Украинский фронт      | 60-я армия             | 25-й танковый корпус |         |         |            |
| 01.03.1944 года  | 1-й Украинский фронт      | 13-я армия             | 25-й танковый корпус |         |         |            |
| 01.04.1944 года  | 1-й Украинский фронт      | 13-я армия             | 25-й танковый корпус |         |         |            |
| 01.05.1944 года  | 1-й Украинский фронт      | 13-я армия             | 25-й танковый корпус |         |         |            |
| 01.06.1944 года  | 1-й Украинский фронт      | 13-я армия             | 25-й танковый корпус |         |         |            |
| 01.07.1944 года  | 1-й Украинский фронт      | 13-я армия             | 25-й танковый корпус |         |         |            |
| 01.08.1944 года  | 1-й Украинский фронт      |                        | 25-й танковый корпус |         |         |            |
| 01.09.1944 года  | 1-й Украинский фронт      |                        | 25-й танковый корпус |         |         |            |
| 01.10.1944 года  | 1-й Украинский фронт      | 38-я армия             | 25-й танковый корпус |         |         |            |
| 01.11.1944 года  | 1-й Украинский фронт      | 38-я армия             | 25-й танковый корпус |         |         |            |
| 01.12.1944 года  | 1-й Украинский фронт      |                        | 25-й танковый корпус |         |         |            |
| 01.01.1945 года. | 1-й Украинский фронт      | 3-я гвардейская армия  | 25-й танковый корпус |         |         |            |
| 01.02.1945 года. | 1-й Украинский фронт      | 3-я гвардейская армия  | 25-й танковый корпус |         |         |            |
| 01.03.1945 года. | 1-й Украинский фронт      | 3-я гвардейская армия  | 25-й танковый корпус |         |         |            |
| 01.04.1945 года. | 1-й Украинский фронт      | 3-я гвардейская армия  | 25-й танковый корпус |         |         |            |
| 01.05.1945 года. | 1-й Украинский фронт      | 3-я гвардейская армия  | 25-й танковый корпус |         |         |            |

## Командиры

### Командиры бригады
- Буров Александр Иванович, ст. батальон. комиссар, врио, 19.04.1942 - 05.06.1942 года.
- Великанов Пётр Фёдорович, подполковник (15.07.1942 смертельно ранен),05.06.1942 - 15.07.1942 года.[1]
- Степанов Константин Кузьмич, подполковник,ид (01.03.1943 ранен и умер от ран),20.07.1942 - 01.03.1943 года.[2]
- Плешаков, майор, врио, 01.03.1943 - 00.03.1943 года.
- Будников Иван Сергеевич, подполковник.  врид. 26.03.1943 - 07.05.1943 года[3]
- Петушков Александр Николаевич, подполковник, ид, 07.05.1943 - 15.07.1943 года.[4]
- Дриленок Сергей Филиппович, подполковник (17.07.1943 ранен и эвакуирован в госпиталь),врио,15.07.1943 - 17.07.1943 года.[5]
- Гладнев Дмитрий Фёдорович, майор,врио,18.07.1943 - 22.07.1943 года[6]
- Земляков Василий Иванович, подполковник,ид, 22.07.1943 - 01.09.1943 года.[7]
- Петушков Александр Николаевич, подполковник,ид,00.08.1943 - 04.11.1943 года.
- Петушков Александр Николаевич, подполковник,04.11.1943 - 30.12.1943 года.
- Гладнев Дмитрий Фёдорович, майор, с 17.10.1943 подполковник. врид, 31.12.1943 - 14.02.1944 года.
- Скиданов Александр Ефимович, подполковник, 15.02.1944 - 13.03.1944 года.[8]
- Рябов Павел Михайлович, полковник,ид,13.03.1944 - 25.03.1944 года.[9]
- Рябов Павел Михайлович, полковник (20.12.1944 убыл на лечение в госпиталь),25.03.1944 - 20.12.1944 года
- Рафиков Якуб Билялович, полковник (12.01.1945 погиб в бою - ОБД),20.12.1944 - 12.01.1945 года[10]
- Баталов Николай Иванович, подполковник, врид, 12.01.1945 - 13.02.1945 года.[11]
- Дмитрук Николай Николаевич, подполковник (10.04.1945 ранен и эвакуирован в госпиталь).врид,13.02.1945 - 10.04.1945 года[12]
- Баталов Николай Иванович, подполковник, врид, 10.04.1945 - 16.04.1945 года.
- Дмитрук Николай Николаевич, подполковник, врид,16.04.1945 - 00.07.1945 года.

### Начальники штаба бригады
- Галант, Овсей Иосифович 00.04.1942 - 19.07.1942 года.[13]
- Полушкин, Павел Иванович. 19.07.1942 - 01.05.1943 года.[14]
- Гурик, Василий Евгеньевич, майор (01.03.1943 погиб в бою)[15]
- Гладнев, Дмитрий Фёдорович, майор, с 17.10.1943 подполковник, 00.05.1943 - 00.04.1944 года.
- Нагорный, Николай Евдокимович, майор, 00.04.1944 - 00.01.1945 года.[16]
- Баталов, Николай Иванович, подполковник,00.12.1944 - 00.06.1945 года.

### Заместитель командира бригады по строевой части
- Морозов Алексей Сергеевич, полковник (20.07.1942 контужен),00.06.1942 года
- Степанов Константин Кузьмич, подполковник, 06.08.1942 - 01.05.1943 года.[2]
- Пахомов Александр Михайлович, подполковник, с 22.03.1943 полковник, 00.10.1942 - 00.10.1943 года[17]
- Дмитрук Николай Николаевич, подполковник, 00.08.1943 - 00.07.1945 года.

### Начальник политотдела, заместитель командира по политической части
- Буров Александр Иванович, ст. батальон. комиссар (19.07.1942 ранен),19.04.1942 - 15.08.1942 года
- Авраменко Родион Лазаревич, ст. батальон. комиссар.15.08.1942 - 10.11.1942 года
- Будников Иван Сергеевич, батальон. комиссар, с 28.11.1942 подполковник,10.11.1942 - 16.06.1943 года
- Галант Евсей Иосифович, батальон. комиссар,19.04.1942 - 15.08.1942 года.
- Лешуков Николай Михайлович, ст. политрук,15.08.1942 - 17.09.1942 года[18]
- Кизюн Василий Галактионович, ст. политрук, с 05.11.1942 майор.17.09.1942 - 16.06.1943 года.[19]
- Будников Иван Сергеевич, подполковник, 16.06.1943 - 07.09.1944 года.
- Трусов Николай Алексеевич, подполковник,16.06.1943 - 02.10.1944 года
- Гвоздев Павел Фёдорович, подполковник.02.10.1944 - 11.03.1945 года.[20]
- Артюшин Иван Петрович, майор,17.03.1945 - 25.07.1945 года.[21]

## Награды и наименования
| Награда (наименование)                    | Дата награждения                                           | За что получена |
| ----------------------------------------- | ---------------------------------------------------------- | --- |
| Почётное наименование«Новоград-Волынская» | Приказ Верховного главнокомандующего от 3 января 1944 № 54 | в ознаменование одержанной победы и отличия в боях за овладение городом Новоград-Волынский                                                                          |
| Орден Красного Знамени                    | Указ Президиума ВС СССР от 10.08.1944 года.                | За образцовое выполнение заданий командования в боях с немецкими захватчиками, за овладение городами Перемышль и Ярослав и проявленные при этом доблесть и мужество |
| Орден Суворова II степени                 | Указ Президиума ВС СССР от 19.02.1945 года                 | за образцовое выполнение заданий командования в боях с немецкими захватчиками, за овладение городом Кельце и проявленные при этом доблесть и мужество               |